# 涼宮ハルヒの消失 (映画)
『涼宮ハルヒの消失』（すずみやハルヒのしょうしつ、英語: The Disappearance of Haruhi Suzumiya）は、谷川流のライトノベル作品『涼宮ハルヒの消失』を原作とする2010年2月6日公開の長編アニメーション映画。「涼宮ハルヒ」シリーズ初の劇場版アニメーション作品であり、制作は京都アニメーション、総監督は石原立也、監督は武本康弘がそれぞれテレビシリーズから引き続いて担当している。
物語はテレビアニメ版最終回から続く形となっており、テレビシリーズの集大成的な位置付けとなっている。公開当時では珍しい深夜アニメ発の劇場版作品としてヒットした。上映時間は162分であり、全編新作の劇場版作品としては異例の長さとなっている。

## あらすじ
県立北高校1年生のキョンは、同級生である涼宮ハルヒが率いるSOS団に無理やり引きずり込まれ、実は超能力者・未来人・宇宙人という正体をもつメンバーたちとともに、ハルヒが自覚なく巻き起こす騒動に振り回されていた。クリスマスシーズンを迎え、ハルヒは団でパーティーを開催すると盛り上がっていた。
12月18日、教室に入ったキョンは、ハルヒの席であるはずのキョンの後ろの席に、SOS団のメンバーで「宇宙人」である長門有希と以前に対決して消滅したはずのクラスメイトである朝倉涼子が現れて座ろうとしたことに驚く。しかもクラスメートの誰もハルヒという人物など知らないという。驚いたキョンは、SOS団のメンバーの一人である古泉一樹の在籍する1年9組へと向かうが、古泉はおろか9組そのものが存在していない。同じくメンバーの朝比奈みくるは鶴屋さんと一緒にいたが、2人とも、SOS団のこともキョンのことも全く覚えていない。最後にSOS団が占拠していた文芸部室に向かったキョンは、そこで長門と出会う。しかし彼女はメガネを掛けおどおどと戸惑う「普通の少女」であった。長門の話を聞くとこの世界のキョンと長門は知り合いで、キョンが長門に図書館で図書館カードを作ってあげたことがあると教えられる。何らかの理由で世界が改変されてしまった状況をキョンは受け入れ、自分がハルヒに会いたいと強く願っていることを自覚する。
12月20日、学校にてクラスメイト・谷口との会話から、ハルヒと古泉がこの世界の別の高校（光陽園学院）に進学している事を知ったキョンは二人との対面を果たし、自分が置かれた状況を説明する。戸惑いながらも興味を持った二人は、みくるも無理矢理に引っ張って北高文芸部室に乗り込む。すると部室にあったパソコンが勝手に起動し、メッセージが表示される。それは元の世界の長門が用意した「脱出プログラム」であった。
脱出プログラムを起動させたキョンは、次の瞬間、一人で夜の文芸部室にいることに気づく。そこは「3年前の7月7日」であった。彼は以前みくるによってこの時点に連れてこられたことがあり、中学生時代のハルヒに出会って彼女の手伝いをさせられる羽目になったのだった。そこには「大人バージョンのみくる」がいて、12月18日早朝に大規模の時空改変が起こったこと、その修復に手を貸して欲しいことをキョンに話す。協力を仰ぐために二人は長門のマンションに向かう。有希は再修正プログラムを塗布した短針銃をその場で作ってキョンに託す。
時空を改変したのはエラーデータの蓄積によって誤動作した3年後の長門であった。みくるの支援によって3年後の12月18日早朝に戻ったキョンは、改変を成し遂げた直後の長門に短針銃を撃とうとする。ところが、そこに朝倉が現れキョンの体にナイフを突き立てる。薄れ行く意識の中で、大小二人のみくるが必死に自分に呼びかけており、その背後から別の何者かが話しかけてくるのに気づくが、そのまま気を失う。
意識を回復したキョンは自分がベッドの上に寝かされていることに気づく。傍らで北高の制服を着た古泉がりんごを剥いている。古泉によれば、キョンは12月18日昼に部室棟の階段から転落して意識不明の重体に陥っていたのだという。古泉が指差したベッドの反対側を見ると、寝袋にくるまって床で寝ているハルヒの姿があった。
その夜、病院の屋上で物思いに耽っていたキョンの前に長門が現れる。暴走した自分の処分を情報統合思念体が検討していると聞いたキョンは、彼女の存在を守る意志があることを伝える。
世界は元通りになっていたが、キョンは、みくると共にもう一度「12月18日早朝」に行かなければこの修復作業が完結しないことを理解していた。彼は、ただハルヒに振り回されるだけの立場から脱却し、この世界を積極的に守る側に回ることを決意しながら、文芸部室で開催されるクリスマスパーティーに臨む。

### エピローグ
長門は図書館にいると小さな男の子が女の子に図書館カードを作ってあげていた。その光景を見た長門は口を本で隠した。

## 登場人物

### SOS団メンバー
キョン
声 - 杉田智和
本作の主人公兼語り手。「キョン」とは彼のあだ名で本名は不明。SOS団のメンバーでは唯一の普通人で、ハルヒの最大の被害者でもある。なお、改変後の世界では、唯一改変前の世界の記憶を持つ人物となっている。
キャラクターデザインを担当した池田晶子は背筋が縮まり、前にうつむいたシルエットでキョンを描いており、これは本作のテーマと連動している部分である。

涼宮ハルヒ（すずみや ハルヒ）
声 - 平野綾
本作のヒロインで、SOS団では団長を務める。ハルヒ自身は自覚してないものの実は「世界を変える力」を持っており、ハルヒが機嫌を損ねるだけで世界が大変なことになってしまうため、SOS団メンバーはそれを阻止すべく日夜動いている。
改変後のハルヒの髪の長さは、テレビシリーズ第1話のハルヒが基になっている。

長門有希（）
声 - 茅原実里
本作のキーパーソン。その正体は涼宮ハルヒを観察することを目的として情報統合思念体によって造られた宇宙人である。
改変後の長門について、池田は普通の女子らしい表情や芝居ができるようにキャラクター設定を作りあげたとしている。また、改変前と同じ見た目なのに中身が異なっているので大変だったとも述べている。

朝比奈みくる（）
声 - 後藤邑子
ハルヒに無理やり入団させられた癒し系の先輩。その正体は涼宮ハルヒを監視するために未来からやってきた未来人である。
本作ではみくるの出番が少ないことから、彼女が身に着けているマフラーのデザインはこだわりをもって描かれている。

古泉一樹（）
声 - 小野大輔
県立北高校に突然現れた転校生で、SOS団では副団長を務める。その正体は涼宮ハルヒが機嫌を損ねることによって生まれる「閉鎖空間」に現れる「神人」と戦う超能力者。
改変後の古泉について、池田は「改変前の古泉は『機関』を通していつも物知り顔で語っているが、改変後の古泉は何も知らないため、いつものような自信たっぷりの表情はしないのではないかと思い描き直した」と語っている。

### SOS団メンバーの同級生・家族
朝倉涼子（）
声 - 桑谷夏子
キョンとハルヒのクラスメイトで委員長を務める。その正体は長門と同様に涼宮ハルヒの観察をする宇宙人であり、朝倉は長門のバックアップである。

鶴屋（）さん
声 - 松岡由貴
みくるのクラスメイトで、親友でもある。実は「鶴屋家」の令嬢であり、超能力者と接点があるなど噂が絶えず、素性は謎に包まれている。

谷口（）
声 - 白石稔
校内の美少女を勝手にランク付けしているキョンのクラスメイト。ハルヒとは同じ中学出身でクラスも3年間一緒だった。

国木田（）
声 - 松元恵
成績優秀で性格も真面目なキョンのクラスメイト。キョンと同じ中学出身で、彼の過去を知っている。

キョンの妹
声 - あおきさやか
小学5年生になる文字通りキョンの妹で、兄のことを「キョンくん」、ハルヒのことを「ハルにゃん」と呼ぶ。飼い猫のシャミセンとよく遊んでいる。

## 沿革
2009年10月9日 - 新作アニメーション（2009年版『涼宮ハルヒの憂鬱』）最終回直後に『涼宮ハルヒの消失』の劇場版が2010年春に公開予定であることが発表される。
2009年11月10日 - 『涼宮ハルヒの消失』が2010年2月6日に公開予定であることが発表される。
2009年12月18日 - 公式HPにて『涼宮ハルヒの消失』のPVが公開される。
2010年1月26日 - 『涼宮ハルヒの消失』の初号試写会が行われる。
2010年2月6日 - 『涼宮ハルヒの消失』の劇場版公開が行われる。また、新宿バルト9と池袋シネマサンシャインにてハルヒ役の平野綾、キョン役の杉田智和をはじめとするメインキャストら、監督の武本康弘、総監督の石原立也による初日舞台挨拶が行われる。
2010年2月20日 - 京都シネマにて谷口役の白石稔、キャラクターデザイン兼超総作画監督の池田晶子、総作画監督の西屋太志、プロデューサーの伊藤敦による舞台挨拶が行われる。
2010年3月6日 - 京成ローザ10にて長門役の茅原実里、みくる役の後藤邑子らメインキャスト4人による大ヒット御礼の舞台挨拶が行われる。

## スタッフ
- 原作・脚本協力 - 谷川流[57]
- 原作イラスト・キャラクター原案 - いとうのいぢ[57]
- 総監督 - 石原立也[57][注 2]
- 監督 - 武本康弘[57][注 2]
- 企画 - 安田猛[59]、嵐智史[59]、八田陽子[59]、酒匂暢彦[59]、井上俊次[59]
- 脚本 - 志茂文彦[57]
- 絵コンテ - 石原立也[60]、武本康弘[60]、高雄統子[60]
- 演出 - 北之原孝将[60]、米田光良[60]、坂本一也[60]、高雄統子[60]、山田尚子[60]、内海紘子[60]
- レイアウト監修 - 木上益治[60]
- キャラクターデザイン・超総作画監督 - 池田晶子[57]
- 総作画監督 - 西屋太志[36]
- 作画監督 - 植野千世子、秋竹斉一、池田和美、高橋真梨子、門脇未来、堀口悠紀子、高橋博行
- 美術監督 - 田村せいき[59]
- 撮影監督 - 中上竜太[59]
- 設定 - 高橋博行[59]
- 色彩設計 - 石田奈央美[59]
- 編集 - 重村建吾[59]
- 音響監督 - 鶴岡陽太[59]
- 音響効果 - 森川永子[59]
- 録音 - 矢野さとし[59]
- 録音助手 - 砂庭舞[59]
- 音響制作担当 - 杉山好美[59]
- 録音スタジオ - Studio2010:[59]
- 音響制作 - 楽音舎[59]
- 音楽 - 神前暁[59]、高田龍一[61]、帆足圭吾[62]、石濱翔[62]、エリック・サティ[62]
- 音楽制作協力 - monaca[61]
- 音楽プロデューサー - 斎藤滋[59]
- 音楽制作 - ランティス[59]
- 制作プロデューサー - 大橋永晴[59]
- アシスタントプロデューサー - 山口真由美[59]
- プロデューサー - 伊藤敦[59]、八田英明[59]
- アニメーション制作 - 京都アニメーション[57]
- 配給・宣伝 - 角川書店[59]
- 製作 - SOS団[61]（角川書店[62]、角川映画[62]、京都アニメーション[62]、クロックワークス[62]、ランティス[62]）

## 制作

### 劇場版公開までの経緯
本作の制作会議はテレビアニメ第1期終了後の翌年である2007年6月から開始されており、元々はテレビシリーズでの放送が予定されていた。2009年4月から放送された新作アニメーションの構成をする段階で本作を劇場版で公開するという話が出されており、2009年2月に配信された『涼宮ハルヒちゃんの憂鬱』の制作前には本作のシナリオが出来上がっている。2009年8月にはキャラクターデザイン作業とロケハンが開始される。同年10月に絵コンテが完成し、同年12月にアフレコと劇伴音楽の収録が行われる。2010年1月に初号試写会が行われ、同年2月に公開されることとなる。
総監督の石原立也は原作小説ではあちこちに「消失」を含むその後の展開への伏線があったため、テレビアニメシリーズ『涼宮ハルヒの憂鬱』の制作では原作にある伏線を必ず取り入れることを心がけた。その中でも原作者の谷川流自身が脚本を担当した『サムデイ・イン・ザ・レイン』は本作を強く意識して作られたエピソードとなっている。

### コンセプト
監督の武本康弘は本作の制作前に主要スタッフを集めて作品の方向性を話し、そこで本作のコンセプトとして「キョンの決心と回帰の物語」を提案した。コンセプトについて武本は以下のように語っている。
また、武本はコンセプト提案後に本作についてもっと簡単な言葉で言えることに気づいたといい、それは「キョンの再認識の物語」であるという。
石原は本作のコンセプトは「ラブストーリー」であるとした上で以下のように語っている。
石原のコンセプトに対して武本は自身の考える『涼宮ハルヒの消失』にはラブストーリーの要素が薄いのかもしれないと振り返っている。

### 脚本・構成
脚本は志茂文彦が担当する。本作はテレビシリーズのシナリオを1話ずつ書くような形でパートごとに分けて脚本が書かれている。そのため、全体の尺（上映時間）はその時点では決まっておらず、必要なシーンを十分な分量で書くという方向で進められた。全体の尺についてはシナリオからコンテがあがったタイミングで把握することができており、制作過程で何度も短くしようという話が出たものの、最終的には162分（テレビシリーズ換算だと8回分）という長さになった。これについて石原は原作をアニメ化する際は好きなエピソードを削るため辛い作業ではあるが、本作では多くのエピソードを盛り込むことができて良かったとする一方で、加えたいシーンがあったことからもう少し尺を伸ばしたかったことを明かしている。志茂は原作が緻密に構成されており、シーンを組み替えるだけで全くの別物になってしまうことや、登場人物の魅力を最大限引き出すために彼らが活躍するシーンをピックアップしないといけないことからかなり気を遣って脚本に取り組んだ。
本作のクライマックスは原作小説とは異なる。まず、原作小説では長門がキョンのいる病院にやってくるが、本作ではキョンが病院の屋上で外を見ている際に長門が現れる。これは志茂の提案によるものであり、提案した理由は雪が降る中に長門を立たせたかったからだとしている。また、石原もクライマックスが病院というのは息苦しいと語っている。次に、エピローグの長門の思い出の図書館のシーンが本作で新たに追加されたが、これは谷川のアイデアによるものである。谷川は、改変世界の長門の「（架空の）図書館での思い出」をエピローグとするアイデアを出していたが、回想の多用を避ける意図から、現在の長門の後日談となった。

### 演出
石原は本作の映像を作るうえでは、劇場で流れることは意識しつつもあくまで『涼宮ハルヒシリーズ』の一環として考えた。
演出を担当する高雄統子は原作小説を読んだ際に、映像のイメージがはっきり感じられ、演出を具体的にイメージすることができたことから、自ら絵コンテに立候補した。武本は他にも信頼できる演出家はいたものの、本作においては高雄向きであるとし、石原も本作では女性の意見がとても活かせるのではないかと判断した。高雄は空気感で映像を見せるためにカメラをなるべく引き気味にし、空気感全体でキョンの心情に迫ることを意識している。また、改変後の世界に取り残されたキョンや他のキャラクターは孤独であると考え、それぞれのスタンスで感じる「さみしさ」を描くためにカメラを引き気味にする作業は必要だったとしている。
本作では大人バージョンの朝比奈みくるの描写が重要であり、彼女は全てを知った状態で物語を俯瞰している存在であることが念頭に置かれた。涼宮ハルヒについては本作では出番が少ないことから彼女が登場した際のキラキラ感を印象づけるようにされている。朝倉涼子については彼女が移るカットの絵コンテを描く際に石原が武本と高雄に相談を持ち掛けたところ、「朝倉涼子がどんな気持ちだったのか」について8時間以上にも及ぶ話し合いが行われている。また、本作では学校内のシーンにおけるモブキャラクターたちに動きがつけられている。本来であれば主要キャラクターを注目させるなどの理由でモブキャラクターの動きは止められるが、予算や制作時間に余裕があったことから「出来る範囲で動かしてみよう」といった試みがなされた。

### 作画
キャラクターデザイン兼超総作画監督は池田晶子が、総作画監督は西屋太志がそれぞれ担当する。作業の流れとしては、6つのパートそれぞれの作画監督と監督のチェックを経て、西屋の元に全カットが届き、それを最終的に池田がチェックするというものである。武本から「テレビのままのハルヒを、劇場で」との要望を受けた池田は、テレビシリーズの設定を大切にしながら劇場用の新規設定画を作り上げていった。
西屋はキャラクターのポージングや仕草、とりわけ表情について特に注意した一方で、池田は西屋の後の作業となることからキャラ表に合わせることに集中できたという。池田は制作当初に作監を集め、キャラクターの説明を改めて行っており、そこで注意点や方向性が話し合われる。具体的には心情芝居がメインとなることから表情や全身の表現を柔軟に取り入れるために、キャラクターがリアルになるのを避けることを注意した。また、方向性としては場面ごとのキャラクターの心情に、その時々に応じた良い表情を作っていくというものであった。レイアウト段階で意識した点について池田は、劇場版ということもあり画面が広くなることから、アップにし過ぎないことを挙げている。
作監作業で苦労したキャラクターとして、池田は改変後の長門を、西屋はキョンをそれぞれ挙げている。キョンについて西屋は、物語のほぼ全てに登場することから単純な作業量が多く、劇中では様々な出来事を経験するために感情の振れ幅を余すことなく描かなければならなかったとしている。改変後の長門について西屋は儚げな仕草を出すことを意識し、とりわけキョンを引き留める際に感情を出すシーンでは注意して取り組んだ。

### 音楽

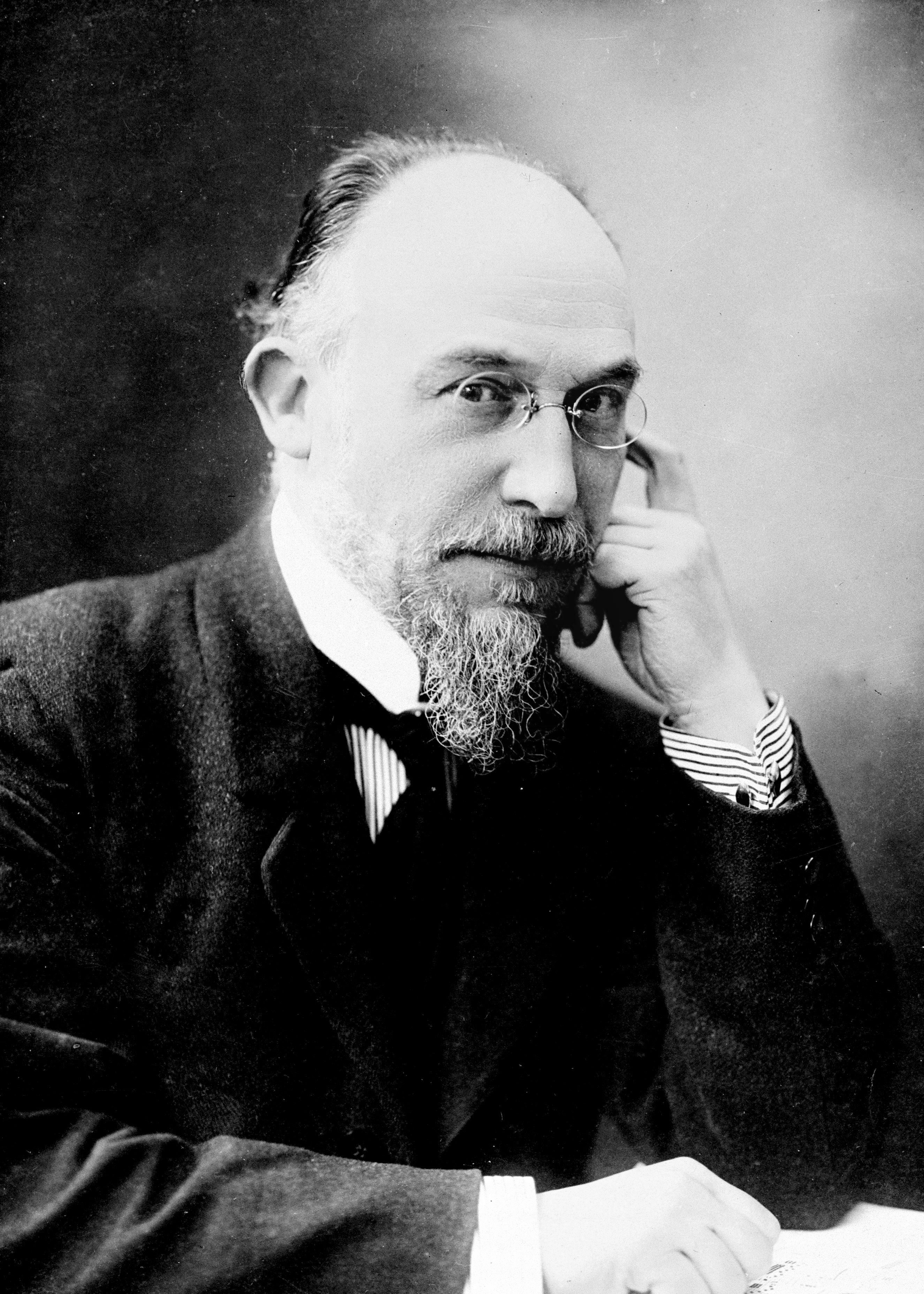
1920年頃のエリック・サティ。

音楽は神前暁、高田龍一、帆足圭吾、石濱翔が担当しており、それに加えて19世紀末から20世紀前半にかけて活躍したフランスの作曲家・エリック・サティの名前が担当者としてクレジットされている。劇伴のコンセプトは「切なさを出すためと、画面で観客に見せていくため、音楽はあまり目立たないように」と武本は語っている。
本作の劇伴はフルオーケストラによってレコードされている。ポップスやソフトロック・テイストな曲が多かったテレビシリーズに対し、本作は劇場版ということもあり、制作サイドから「壮大なイメージで、弦の美しい響きが欲しい」との要望があり、角川書店がフルオーケストラを提案したことから採用に至った。神前は、基本的に武本がイメージする音楽をいかにして忠実に再現するかについて注力した。また、神前は本作は長門が鍵となる作品ではあるもののあくまで「ハルヒとSOS団にまつわる作品」だとし、物語全般に渡って「キョンの心はハルヒにある」ことを音楽で暗示させている。
神前らによって作曲された楽曲はイマジンへと渡り編曲が行われる。イマジンの松尾早人は作曲された段階でアレンジはかなり出来ていたことから、これを壊さないように注力し、同じくイマジンの多田彰文はスケッチやモチーフのみの状態の楽曲に関しては、疑問点について神前や高田と意思疎通を図りながら編曲に励んだ。
本作ではサティが作曲した『ジムノペディ』『グノシエンヌ』『ジュ・トゥ・ヴー』が劇伴で使用されている。プロデューサーの伊藤敦が「本作にはサティの楽曲が相応しいのではないか」と考えたことから起用に至った。『ジムノペディ』は長門を、『グノシエンヌ』はキョンをそれぞれ描写している。

### 演技・役作り
通常の劇場版作品では物語の展開とは異なる順序で収録を行うのが一般的かつ効率的だが、本作ではキョンの感情変化を大事にするために物語の展開に沿って順録りが行われた。
涼宮ハルヒ役の平野綾は、本作ではSOS団の日常が殆ど描かれず、ハルヒの出番も少なかったことから、わずかな日常シーンでいつもよりさらに印象づけることを意識した。改変後のハルヒを演じるうえでは、「テレビシリーズ第1話の中で起こったハルヒの感情の移り変わりのスピードが早くなり、人間関係の形成はまだされていない」という感じを出している。
長門有希役の茅原実里は、改変後の長門を演じるうえでテレビシリーズでの抑揚がなく淡々と喋る長門の雰囲気は壊さず、感情を普通の度合いに持っていくことを意識した。茅原は後のインタビューで「アフレコは過酷であった」と振り返っている。
朝比奈みくる役の後藤邑子は、改変前のみくると改変後のみくるが本質的には殆ど変化がないと解釈していることから、テレビシリーズと変わらずに演じることを心掛けた。
朝倉涼子役の桑谷夏子は、みくるを演じた後藤と同様にテレビシリーズと変わらずに演じることを心掛けた。その中で意識した点として「普通だけど何か怖い。裏がありそう」という感じを出すように演じたことを挙げている。

### エピソード
クライマックスにおける屋上のシーンの中に長門が雪を手ですくうシーンが存在するが、これは後の原作エピソードである「編集長★一直線！」（『涼宮ハルヒの憤慨』に収録）で使用された挿絵がモチーフとなっている。また、屋上でのキョンと長門の対話におけるキョンの「ユキ…」という台詞は、シナリオにはカタカナで「ユキ」と表記されていただけであり、キョン役の杉田は「雪」とも「有希」とも聞こえるイントネーションでアフレコしたとのこと。実際にキョンがどちらを指して言ったのかは不明であり、原作ではそもそも台詞自体がない。本作の英語版では、この台詞を「Yuki... means snow, doesn't it?」と訳している。
当初、監督としては『時をかける少女』や『サマーウォーズ』を手掛けた細田守がオファーされており、本人も乗り気であったものの、結果的に実現はしなかった。
総監督と監督では役職名の違いはあるものの実際の立場は同じであった。両者が行う作業も基本的には同じものであったが、全2000カットのレイアウトチェック（石原担当）とクライマックスの細かな演出（武本担当）については分担して行われた。
本作は「スクリーンに映る作品」となるため、テレビシリーズよりも背景作画の精度を向上させる必要があった。そこで制作陣は多くの参考写真を撮影することを考え、京都アニメーション本社と舞台となるモデル地が近いことからロケハンを毎週行った。最初にテレビシリーズのロケハンを行ったのが2005年であり、そこからある程度の年数が経ってしまっていることから、以前の風景と今回ロケハンが行われた2009年時点の風景とが混在している場所もあったと石原は述べている。

## 主題歌
「冒険でしょでしょ？」
平野綾によるオープニングテーマ。作詞は畑亜貴、作曲は冨田暁子、編曲は藤田淳平。
テレビアニメ『涼宮ハルヒの憂鬱』のオープニングテーマだった本楽曲が本作でも使用されている。
「優しい忘却」
茅原実里による主題歌。歌詞原案は谷川流、作詞は畑亜貴、作曲は伊藤真澄、編曲は虹音。
「ハルヒ」シリーズでは初めて茅原がソロで担当する楽曲となっている。
歌詞原案を担当した谷川は長門が書きそうな「電波ポエム」を書いたと語っている。また、本作ではアカペラバージョン「優しい忘却 -sonority-」が採用されているが、これはプロデューサー・伊藤敦の指示によるものである。

## 封切り / 興行収入

### 国内
2010年2月6日よりシネマサンシャイン池袋ほかにて公開された。シネマサンシャイン池袋では初日早朝から約500人が並んで終日満員となり、各館でも初日満席の回が続出した。全国24館のみという小規模公開ながら、公開1週目時点で興行収入2億円、観客動員数14万人を記録した。その後も動員数増加に伴って上映館数の規模が拡大し、同年6月25日時点で上映館数は103館に伸びた。同年6月末時点で観客動員数は60万人を突破した。同年7月末時点で興行収入は8億4000万円に達し、深夜アニメ発の映画としては当時歴代最高の興行収入を記録した。2010年度アニメ映画興行収入ランキング（アニメ！アニメ！ビズ調べ）では13位を記録した。

### 国外
海外においても、米国で5月21日からサンフランシスコ、6月24日にロサンゼルス、10月にホノルルやニューヨークで上映された。10月22日から台湾、11月11日から韓国で上映された。スコットランドのアニメフェア「スコットランド・ラブズ・アニメ」の10月17日にてユーロプレミア上映。11月13日 - 14日にはシンガポールのANIME FESTIVAL ASIAにて上映。11月から12月にかけてロシア各都市とウクライナ（キエフ、11月5日）、12月2日から香港で上映された。
タイではバンコクのサイアム・スクエアにあるリド劇場で2011年11月6日に上映されたが、同年7月に発生したタイ洪水の影響により上映はこの1日のみとなった。しかし、チケットは予約初日で即売り切れたとのこと。また、上映後はローズメディア＆エンターテインメントが限定BDやDVDを含めた涼宮ハルヒ関連グッズのオークションを行い、その全ての収益を洪水被害への救援活動を支援するために寄付した。

## 評価

### 売上
本作のBlu-ray限定版の初週売上は77,000枚を記録し、週間Blu-rayランキング（ORICON調べ）で「涼宮ハルヒ」シリーズ初の1位を獲得した。2011年12月時点でBlu-ray限定版の売上は101,704枚となり、2011年の年間Blu-rayランキング（同調べ）では7位を獲得した。本作のDVD限定版の初週売上は19,667枚を記録し、週間DVD・アニメランキング（同調べ）では『劇場版 銀魂 新訳紅桜篇』（完全生産限定版）に次ぐ2位を獲得した。2011年12月時点でDVD限定版の売上は29,893枚となっている。
情報サイト「AV Watch」が行った年末特別企画「Amazon注文数ランキング（2010年）」ではBlu-ray限定版（Amazon.co.jp限定スチールブック付き / 完全生産限定版）が年間4位を獲得しており、同サイト編集部の山崎健太郎から「10,500円と高価ながらランクインした」とコメントされている。アニメイト秋葉原店の2010年12月DVDランキングでは1位を獲得した。

### 批評
情報サイト「AV Watch」編集部の山崎健太郎は、本作をテレビシリーズではなく劇場版として映像化したことについて、「一気に視聴するに向いた疾走感のあるストーリーになっている」ことから、劇場版を選択したのは正解だったと制作陣の判断を称賛している。一方でテレビシリーズで放映された「エンドレスエイト」には多くの不満が寄せられた。美術評論家の暮沢剛巳は、そのような事態は予想できたことであったが、制作陣の本作に対する絶対の自信が「エンドレスエイト」の8回連続放送に踏み切らせたとも考えられると述べている。ただ、暮沢は不評だった「エンドレスエイト」は本作の公開以降、「その実験にも大きな意味があった」と評価されるようになったとも述べている。
山崎は本作について「困難があるたびにキョンをサポートしてきた長門とキョンの物語」だとし、いつもは巻き込まれ役だったキョンが自らの意思で行動する点が特徴であると評している。特筆すべき点として「キョンの描写」を挙げており、普段温厚なキョンが徐々に追い詰められる描写を細かな動きで表現しており、サスペンス的な緊張感が漂っていたと評している。暮沢は、改変された世界で「妙に人間臭く」なっている長門の存在はハルヒ以上に重要であるとしている。長門というキャラクターには、原作小説の発表当初から「綾波レイの劣化コピー」であるという批判が加えられてきたが、固有の時間が流れているというオリジナルの設定が、ここに至り彼女をゼロ年代にふさわしいセカイ系作品のヒロインたらしめていると評している。本作公開後、「長門は俺の嫁」というネットの書き込みが急増した。
「アニメ！アニメ！」編集部・umiは本作について、涼宮ハルヒが無自覚に巻き起こす「非日常」を描いた『涼宮ハルヒの憂鬱』とは反対の限りなく「日常」を描いた作品だと述べている。またumiは「日常と言っても、ハルヒが「消失」しているのだからキョンたちにとっては日常ではないのだが、160分を超える本編のなかで、登校や休み時間などの日常シーンひとつひとつがとにかく丁寧に描写されているのが印象的だった」と称賛している。「あにぶ」編集部・壱の人は「テレビシリーズを超える凄まじいレベルの作画で構成されている」と称賛している。暮沢も、原作エピソードがほぼ網羅されており、作画も画面の隅々まで行き届いていると述べ、「今までの集大成と呼ぶにふさわしい」と賞賛している。一方、ライターの坂本寛は、本作は原作を忠実に再現しており、その点でクオリティに不満はないが、やはり冗長であり映画としては長すぎると批判している。アニメ映画の標準的な上映時間は90分程度である。
批評家の福嶋亮大は原作小説『涼宮ハルヒの消失』を「涼宮ハルヒの世界を解体し、再生させる物語」だと表現し、涼宮ハルヒシリーズのコンセプト自体を照らし出すような自意識が含まれていると評しているが、この原作小説を映像化した本作は原作小説を忠実に表現しつつも「表現と土地の間の関係を結び直す」という新たな要素が加えられていると評している。福嶋は本作全体を通して「コンビニやマンションが立ち並ぶ清潔で均質的な風景と坂や森のあるごつごつとした自然の風景」が緻密に描かれていることに着目し、アニメーション映画の歴史上本作ほど実在の土地に密着した作品はないだろうと述べている。
「おたくま経済新聞」のライター・コートクは本作の象徴的なシーンとして「決断を迫られたキョンの思考を表わしたイメージ映像」を挙げている。決断というのは「平凡な少女と一緒に部活動をする世界（現実）と、宇宙人・未来人・超能力者が騒動を巻き起こす世界（理想）のどちらを望むか、という二者択一」であり、コートクは同コラム内で本作に同様に二者択一を迫られる映画として『クレヨンしんちゃん 嵐を呼ぶ モーレツ！オトナ帝国の逆襲』を紹介している。両作品とも現実と理想のどちらかを選ばなければならなかったが、結果的に両者の選択は真反対となった。コートクは「現実と理想のどちらを優先するか、という問いは、映画を観に来た観客にも投げかけられていたのではないだろうか」と締めくくっている。カルチャー評論家のさやわかは原作小説『涼宮ハルヒの消失』との比較として、本作は映像化によって上記のキョンの二者択一がどのようなものかをより分かりやすく描いていると述べている。一方、画家兼評論家の古谷利裕は、映画を視聴した観客には「キョンが元の世界への帰還を望む」ことが予想できることから本作の主題は「キョンの決断」ではないとした上で、本作で重要となるのは「改変された世界で孤立してしまったキョンが、未知の世界を探索していくプロセスにある」と述べている。コートクは同サイト内企画「第30回 2010年アニメ！勝手にアカデミー賞」最優秀音楽賞に本作を挙げた上で以下のようなコメントを残している。
アニメ評論家の藤津亮太は本作について以下のように述べている。
映画ライターの皆川ちかは本作におけるパラレル・ワールドやタイムスリップの用い方については『ドラえもん のび太の大魔境』と『ドラえもん のび太の魔界大冒険』から、設定については『うる星やつら2 ビューティフル・ドリーマー』からそれぞれ影響を受けていると推察している。
『キネマ旬報 2011年2月下旬決算特別号』の日本映画ベスト・テン選評では各映画評論家による2010年に公開された映画のベスト・テンとコメントが掲載されており、その中で映画評論家の野村正昭と増當竜也が共に本作を3位に選出している。同誌で野村はアニメファン以外には殆ど話題にならなかったことが不思議なほど本作には驚いたとコメントしている。増當は『キネマ旬報 2011年2月上旬号』のコラムで同年に公開されたアニメーション映画のベスト・テンを発表しており、本作を1位に選出している。増當は同コラムで本作について「SFパラドックスとサスペンス、コメディなどエンタメ全ての要素を包括しながら、その実幅広い観客層に訴え得た堂々2時間40分青春映画大作として屹立している」と称賛する一方で、映画マスコミにおける本作の知名度はかなり低く、本作の存在自体を知らない評論家も多いのではないだろうかともコメントしている。

### 受賞・ランキング等
| 年   | セレモニー                               | 部門・賞                               | 対象             | 結果 | 出典            |
| ---- | ---------------------------------------- | -------------------------------------- | ---------------- | ---- | --------------- |
| 2010 | 第14回文化庁メディア芸術祭               | アニメーション部門・審査委員会推薦作品 | 涼宮ハルヒの消失 | 選出 | [ 133 ]         |
| 2010 | 第15回アニメーション神戸賞               | 作品賞・劇場部門                       | 涼宮ハルヒの消失 | 受賞 | [ 134 ] [ 135 ] |
| 2010 | NT読者が選んだ魂の1本2010                | 好きな劇場アニメ                       | 涼宮ハルヒの消失 | 5位  | [ 136 ]         |
| 2011 | 2010 アニメキャラアワード                | 暗かったDE賞                           | 長門有希         | 2位  | [ 137 ]         |
| 2011 | アニメファンの選ぶ劇場版アニメランキング | -                                      | 涼宮ハルヒの消失 | 2位  | [ 138 ]         |

## Blu-ray / DVD

### リリース情報

#### 国内
2010年12月18日に角川書店（販売元は角川映画）から発売された。Blu-ray&DVDは各限定版・通常版を合わせた計4形態での発売となり、各限定版にはロケハン映像・レコーディング風景・舞台挨拶など約150分の特典映像を収めたディスクが付属されている（詳細は下記を参照）ほか、ポストカード付解説シート、透明スリーブ付スライドトレイ、劇場用パンフレット縮刷版などが同梱されている。また、Blu-ray限定版のみ「涼宮ハルヒの消失 脚本集」が同梱されている。

#### 国外
2011年9月20日に英語版のBD版とDVD版がバングズーム！ エンタテイメントとの共同制作によって北米で発売された。同年11月にはマンガ・エンタテイメントからDVD版がイギリスで発売された。同年11月16日にはマンガ・エンタテイメントからBD版とDVD版がオーストラリア、ニュージーランドでそれぞれ発売された。

### 評価
4形態（BD限定版 / BD通常版 / DVD限定版 / DVD通常版）の価格はそれぞれ9,450円 / 8,400円 / 7,980円 / 6,930円となっているが、これについてアキバ総研は「超強気な価格設定をしている」と評している。
「AV Watch」編集部の山崎健太郎は本作のBD版を同サイト内で取り上げており、各項目について以下のように評している
- 映像 - 目立ったノイズや破綻は無く、グレインも控えめでクリアな絵作りとなっている[119]。画質に関しては家の壁や天井、夜間のライトの周囲などに時折バンディングが見える程度で大きな問題点はない[119]。
- 音声 - フォーマットはリニアPCM 5.1chが採用されている[119]。サブウーファが揺れるような派手な低音は少なく、音場を広くとり、細かな環境音を入れ込み、臨場感をアップさせるサウンドデザインであるが、レンジが広いためテレビシリーズの気持ちで再生すると音が小さく感じる[119]。
- 特典 - 限定版（DVD / BD共通）にはロケハン映像やテーマ曲のPVメイキングなどが付属されており、聖地巡礼気分が味わえる特典となっている[119]。また、BD限定版にのみ付属されている「涼宮ハルヒの消失 脚本集」を読むと、改めてキョンの台詞の多さに驚かされる[119]。

### エピソード
テレビシリーズ『涼宮ハルヒの憂鬱』におけるエピソード「エンドレスエイト」の打撃もあり、秋葉原のショップではテレビシリーズのDVDよりも本作にかける意気込みの方が強まっていた。店舗スタッフによれば「売れるのは間違いないから、どれだけ売るかが勝負」であるといい、既に発売決定となっていた主題歌やサウンドトラックも含めて「いかに多くの売上げを出すか」が焦点となっていたという。

## サウンドトラック
本作のオリジナルサウンドトラック。2010年1月27日にLantisから発売された。CDジャケットには、長門がキョンの袖を引っ張っている様子が描かれている。
音楽は神前暁がメインで手掛けている。Disc-1には劇中で使用されたBGMが、Disc-2には『ジムノペディ』『グノシエンヌ』などエリック・サティによる楽曲が収録されている。
ランティスの公式ニコニコチャンネル「Lantisちゃんねる」にて、本サウンドトラックの宣伝用ムービーが公開されている。

### 収録曲
| トラック | 曲名                       | 作曲             | 時間   |
| DISC-1   | DISC-1                     | DISC-1           | DISC-1 |
| -------- | -------------------------- | ---------------- | ------ |
| 01       | いつもの風景から始まる物語 | 神前暁           | 3:51   |
| 02       | SOS団クリスマスパーティ    | 神前暁           | 2:24   |
| 03       | ドタバタ・タイム           | 神前暁           | 1:03   |
| 04       | 日常の先に待ち受けるもの   | 帆足圭吾         | 0:51   |
| 05       | 朝倉涼子という女性         | 高田龍一         | 2:59   |
| 06       | 不安から恐怖へ             | 高田龍一         | 1:44   |
| 07       | 裏切られた期待             | 帆足圭吾         | 2:48   |
| 08       | 孤独世界の広がり           | 帆足圭吾         | 3:14   |
| 09       | 環境変化の是非             | 神前暁           | 2:56   |
| 10       | 涼宮ハルヒの手がかり       | 石濱翔           | 2:27   |
| 11       | はやる心と前に出ない足     | 神前暁           | 1:14   |
| 12       | つながった記憶             | 神前暁           | 2:33   |
| 13       | SOS団再び                  | 神前暁           | 1:56   |
| 14       | READY?                     | 高田龍一         | 4:13   |
| 15       | あの日の記憶を追いかけて   | 神前暁           | 1:27   |
| 16       | 導く女性の語る言葉         | 帆足圭吾         | 2:26   |
| 17       | 未来への足跡               | 帆足圭吾         | 1:53   |
| 18       | ジムノペディ 第2番         | エリック・サティ | 2:55   |
| 19       | 長門有希の心にあるもの     | 帆足圭吾         | 2:58   |
| 20       | 自己意識の確認             | 帆足圭吾         | 2:44   |
| 21       | 歴史の転換点               | 高田龍一         | 3:18   |
| 22       | 再び出逢えた団員たち       | 神前暁           | 5:01   |
| 23       | いつもの風景で終わる物語   | 神前暁           | 3:16   |
| DISC-2   |                            |                  |        |
| 01       | ジムノペディ 第1番         | エリック・サティ | 3:17   |
| 02       | ジムノペディ 第2番         | エリック・サティ | 2:50   |
| 03       | ジムノペディ 第3番         | エリック・サティ | 2:27   |
| 04       | グノシエンヌ 第1番         | エリック・サティ | 3:24   |
| 05       | グノシエンヌ 第2番         | エリック・サティ | 2:17   |
| 06       | グノシエンヌ 第3番         | エリック・サティ | 2:56   |
| 07       | ジュ・トゥ・ヴー           | エリック・サティ | 5:15   |

## 放送

### テレビ放送
2011年3月1日にCS放送のスカチャンにて初放送された（テレビシリーズ2009年版も合わせて放送、リピート放送あり）。また、2011年5月にBS放送のWOWOWでもテレビシリーズ2009年版と合わせて放送された。また、AT-Xとキッズステーションでも放送された。2021年1月3日にはBS11でも放送された。
2020年12月にテレビ愛知にて地上波では初となる本作のノーカット放送が行われた。2021年12月にはテレビ埼玉にてゴールデンタイムに放送が行われた。

### 配信サイト
2016年7月に「AbemaTV」にて放送された。なお、AbemaTVでは初のアニメチャンネルでの劇場作品放送となっている。2021年7月にも同サイトにて放送された。
2018年9月に「ニコニコ生放送」にて放送された。放送の前月末には同サイトにて「エンドレスエイト88時間生放送〜およそ1/9077長門有希体験〜」を実施しており、そのラストで本作の放送が発表された。2023年1月にも同サイトにて放送された。

## 聖地

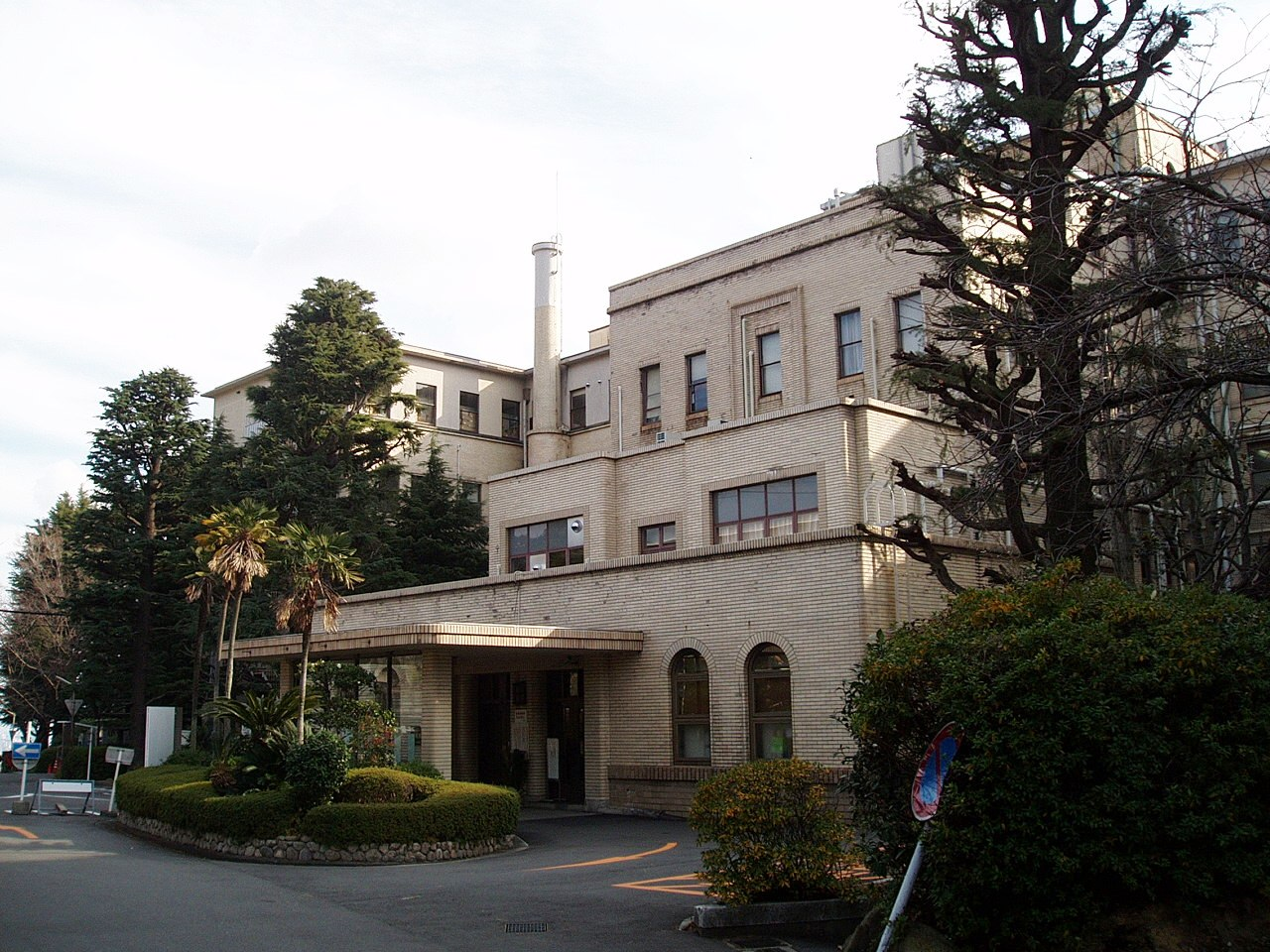
甲南病院

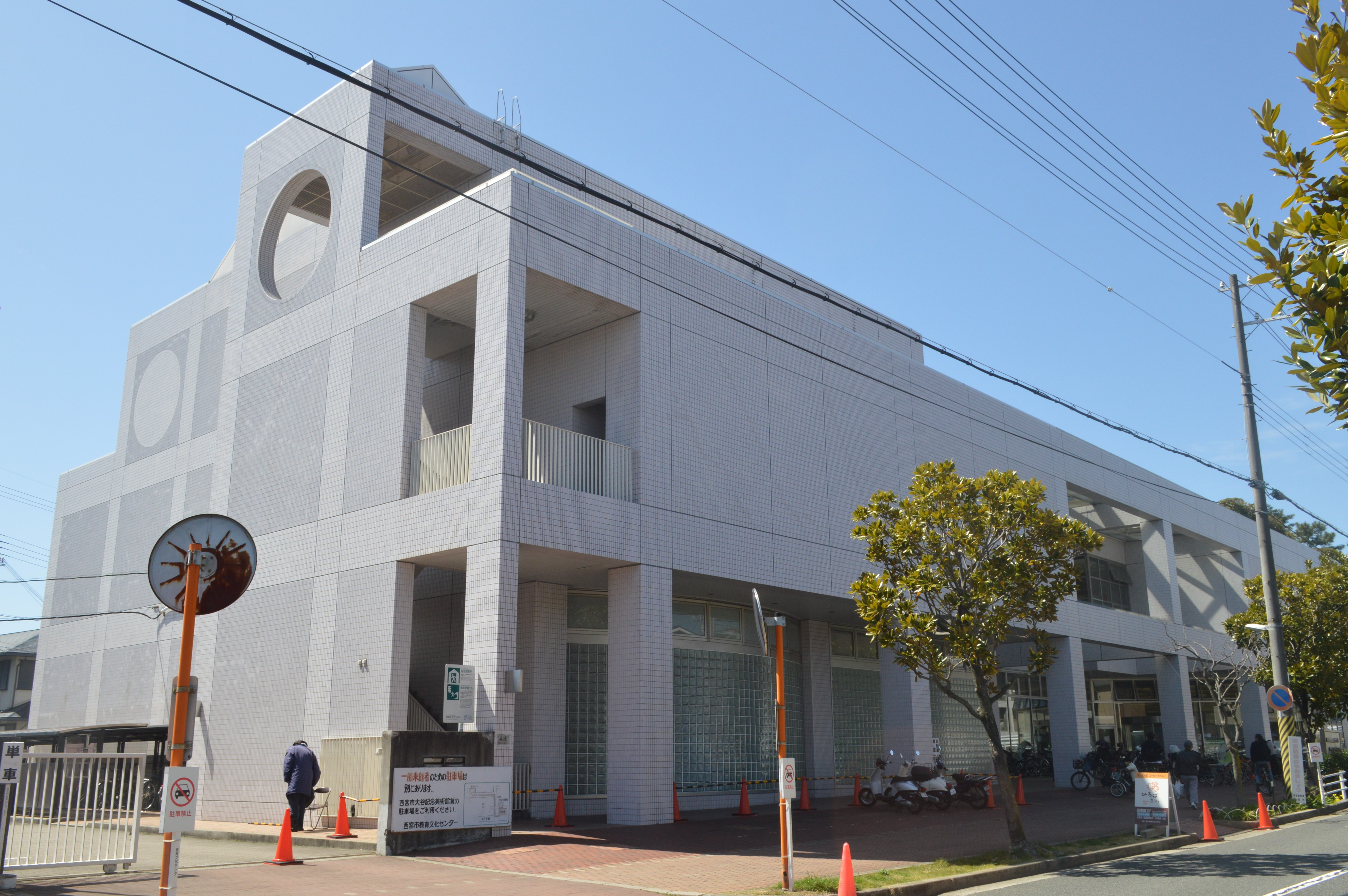
西宮市教育文化センター。本作の聖地・西宮市立中央図書館はこのセンター内にある。

兵庫県立西宮北高等学校
作中でハルヒたちが通っている「県立北高校」のモデルとなった高等学校。緻密な通学風景を描くために、制作スタッフは兵庫県立西宮北高等学校周辺を何度も訪れ、取材を行っている。
ハルヒ坂
兵庫県立西宮北高等学校と西宮市立苦楽園小学校の間に位置する坂道であり、涼宮ハルヒシリーズのファンからは「ハルヒ坂」と呼ばれている。キョンたちが学校へ登校する坂道のモデルとなっており、「消失の日」である12月18日未明や初日の出にはファンが集まる場所となっている。
夙川学院中学校・高等学校
作中の改変後の世界においてハルヒと古泉が通っている「私立光陽園学院」のモデルとなった高等学校。光陽園学院は共学という設定だが、実在の夙川学院は女子校（当時）である。
2012年8月25日 - 26日に夙川学院増谷記念館にてファン有志によるイベント「ハルヒサマーフェス2012」が開催された。本イベントは西宮市で「涼宮ハルヒ」を題材にした初のイベントである。また、翌年8月25日にも同校にて「ハルヒサマーフェス2013」が開催されている。なお、同校はのち神戸市に移転し、校舎などは取り壊され跡地は現在住宅街となっており学校の面影はない。
PLANTS・PLANTS +plus flowers（プランツ・プランツ+フラワーズ）
作中に登場する私立光陽園学院のすぐ近くにある園芸店のモデルとなった店。訪れるファンも多く、2022年3月末で閉店することが判明した際にはTwitterにてファンの残念がる投稿が寄せられた。
サイゼリヤ北夙川店
作中においてキョンやハルヒたちが会合する場所のモデルとなったサイゼリヤ店。「涼宮ハルヒ」シリーズに登場する舞台の中で聖地巡礼の人気スポットとなっていたが、2014年2月下旬に閉店することとなり、ファンから閉店を惜しむ声が続々と寄せられた。聖地巡礼を行ったファンの中には、アニメのカットを「逆ロケハン」していた人も複数存在していた。
甲南病院
作中の終盤で改変後の世界から戻ってきたキョンが入院していた病院のモデルとなった市立総合病院。本作が初出であることに加えて、作中でも重要な場所となっていることから制作スタッフによる入念な取材が行われている。
西宮市立中央図書館
本作のエピローグで長門が訪れていた図書館のモデルとなった市立図書館。公式ガイドブック (2010)には作中に登場する市立図書館は「長門ファンにとって非常に重要な意味を持つ場所」であると記されている。なお、建物老朽化もあり、2030年頃を目途に移転予定である。

## 企画・イベント
試写会および舞台挨拶については#沿革を参照されたし。本節ではそれ以外の企画・イベントについて記述している。
- 本作の公開を目前に控えた2009年以降、毎年12月18日午前4時23分（作中で「世界改変」が起こった時刻）に『涼宮ハルヒの憂鬱』公式サイトが「消失[注 9]」するという演出が行われている[173]。Twitterでのトレンド件数も18日午前4時ごろから急増しており、このトレンドによりこれらの演出を初めて知ったファンも多かったという[173]。
- 2010年11月20日・21日にモスクワで開催された「第2回ジャパン・ポップカルチャー・フェスティバル」にて二日目の最終プログラムとして本作の上映が行われた。現地に取材したポップカルチャー研究家の櫻井孝昌は、上映会場は来場者で溢れていたことから一人でも多く座れるようにする作業から始まり、上映終了後には来場者たちから「最高だった」「感動した」といった絶賛の声が寄せられたと振り返っている[135]。
- 2010年11月21日にアニメイト秋葉原・パセラ電気街店にて「ハルヒ コスプレコンテストinアニメイト」の第1次予選が開催され[174]、翌月18日には最終審査とグランプリ発表が行われた[175]。なお、このイベントは本作のBlu-ray&DVD発売を記念したものである[175]。
- 本作のBlu-ray&DVDの発売日である2010年12月18日限定でアニメイト秋葉原店・三宮店・日本橋店にて「よかったら・・持っていって」キャンペーン[注 10]が行われた[176]。
- 2019年7月に生じた京都アニメーション放火殺人事件を受けて、京都文化博物館にて「京都ヒストリカ国際映画祭」の一環として同年10月26日から11月4日に[177]、MOVIX京都にて「京都アニメーション映画作品特集上映」の一環として同年12月13日から19日に本作の上映がそれぞれ行われた[178]。
- 2021年12月18日にところざわサクラタウンの会場にて本作の上映会が行われた[179]。2023年12月17日にも同会場にて本作の上映会が行われた[180]。

## コラボレーション
ソニー・マガジンズとのコラボレーション商品「涼宮ハルヒの消失×EXILIM」が直販サイト「キャッチ本」において、各色（ハワイアンブルー / チェリーピンク）3000個限定で発売された。
ガンホー製作のフィギュアで戦うシューティングゲーム『トイ・ウォーズ』において、本作とのコラボレーションくじ「フィギュア☆スター」が発売された。コラボレーションくじでは本作から「涼宮ハルヒ」「涼宮ハルヒ（光陽園学院Ver）」「長門有希」「朝比奈みくる」の4つのアバターが登場した。
アパレルブランド・SuperGroupiesと「涼宮ハルヒシリーズ」とのコラボレーション商品が発売され、その中には本作で長門が着用したものをベースにしたマフラーも含まれていた。ネイビーのタグには「待っている (Waiting) 」の文字と共にSOS団5人のイニシャルが配置されている。
兵庫県西宮市南昭和町に存在する西北菓子工房「シェ・イノウエ」において本作とのコラボレーション商品「粉雪ドーナツ」が発売された。本コラボは西宮商工会議所から依頼を受けた印刷会社・兵田印刷工芸が提案したことから実現に至った。2021年1月23日発行の『神戸新聞』には「観光振興の新たな呼び水として期待される」とコメントされている。

## 関連メディア

### アプリケーション
2010年12月16日にアプリケーション「HMV制服版 涼宮ハルヒの消失 @HMV阪急西宮ガーデンズ」（iPad）がリリースされた。本アプリケーションのリリースは本作のBD＆DVD発売を記念したものである。

### ゲーム
2011年5月12日に本作の後日談を描いたゲーム作品『涼宮ハルヒの追想』（PlayStation 3 / PSP）がバンダイナムコゲームスから発売された。

### アニメ
TOKYO MXほかにて本作の延長上にある世界観となるアニメ作品『長門有希ちゃんの消失』が2015年4月から7月まで放送された。

## 関連書籍
- 『劇場版 涼宮ハルヒの消失 パンフレット』角川書店、2009年発行
  - イラスト担当・いとうのいぢは表紙イラストについて、長門が住んでいるマンションのガラスに映るイメージで描いたという[190]。また、絵本のような雰囲気にしたかったことから普段使用しない色かつ長門らしさのある色で作成している[190]。なお、長門には珍しい真正面からの構図となっている[190]。
- ニュータイプ（編） 『公式ガイドブック 涼宮ハルヒの消失』 角川書店、2010年2月25日初版発行[55]、ISBN 978-4-04-854461-0